# Narcís de Jerusalem
Narcís de Jerusalem (ca. 99 - ca. 216) fou un patriarca de Jerusalem, venerat com a sant per l'Església catòlica i l'Església Ortodoxa. Al segle ix, a partir d'una confusió amb el seu nom, es va crear la figura d'un sant inexistent, sant Narcís de Girona.

## Hagiografia
D'origen grec, la tradició diu que Narcís va néixer l'any 99 i que tenia prop de vuitanta anys quan va ser elegit tretzè bisbe de Jerusalem. L'any 195, Narcís, amb Teòfit de Cesarea, va presidir un sínode de bisbes de Palestina, a Cesarea de Palestina, on es va acordar que la Pasqua fos sempre celebrada en diumenge, i no coincidint amb la Pasqua jueva.
Segons Eusebi de Cesarea, el seu biògraf, va fer nombrosos miracles, entre els quals la conversió d'aigua en oli durant la vetlla pasqual, per tal de tenir-ne suficient per a les llums de l'església.
Va ser calumniat per alguns fidels de la seva mateixa comunitat, però va ser trobat innocent. Narcís va perdonar els acusadors, però va deixar Jerusalem i es va retirar a fer vida eremítica.
Durant la seva absència van governar la diòcesi tres bisbes; en tornar, anys després, va tornar a ocupar la seu, malgrat la seva avançada edat. Per això, va triar com a bisbe auxiliar Alexandre de Jerusalem. Va treballar per la unitat i la pau de la seva diòcesi.
Va morir mentre pregava a l'edat de cent disset anys, com testimonia el seu successor Alexandre en una carta escrita el 212.

## Confusió amb Narcís de Girona
La vida d'aquest sant hauria pogut servir per a la duplicació del Sant Narcís de Girona, un sant que no començaria a ser venerat fins al segle xi, com consta documentalment.